# Афанасьев, Григорий Давыдович
Григо́рий Давы́дович Афана́сьев (18 мая 1896 года — 18 июля 1965 года, Москва) — деятель советских спецслужб, полковник госбезопасности.

## Биография

### Молодость и гражданская война
Родился 18 мая 1896 года в селе Лебедино Шевченковского района Киевской губернии. По национальности еврей. До революции 1917 года работал на сахарном заводе рядовым рабочим. В 1917 году вступил в Красную гвардию, в 1918 году поступил на службу в РККА, в 1919 году окончил Первые советские инженерные командные курсы в Киеве. Принимал участие в Гражданской войне на Южном и Восточном фронтах: красногвардеец, в 1919 году — сотрудник для поручений ЧК в Новосибирске, в 1920 году — сотрудник особого отдела Пятой армии, в 1921 году — комендант ЧК Новороссийска, комендант Черноморской окружной ЧК (Кубано-Черноморская область), в дальнейшем служил в аппарате Кубано-Черноморского облотдела ГПУ.

### Межвоенный период
В 1923 году получил назначение в комендатуру Дагестанского отдела ОГПУ, с 1926 года — сотрудник аппарата Главного управления пожарной охраны и войск ОГПУ СССР. В 1927 году вступил в ВКП(б). С 1930 года — инспектор (на правах начальника отделения) УЛАГа-ГУЛАГа ОГПУ СССР. В 1932—1933 годах — начальник Южного участка строительства Беломорско-Балтийского канала, затем, до 29 апреля 1937 года — начальник Хлебниковского района строительства канала «Москва-Волга» и Дмитровского ИТЛ ОГПУ-НКВД. На 4 августа 1933 года занимал должность начальника Южного участка Беломорстроя.
В 1935 году окончил Военно-инженерную академию РККА имени В. В. Куйбышева. 19 июля 1936 года был повышен в звании до капитана государственной безопасности. В том же году был назначен начальником строительства водной станции «Динамо». В декабре 1936 года стал начальником строительства Химкинского речного порта канала «Москва-Волга», параллельно возглавив Дмитровский ИТЛ НКВД. Начиная с апреля 1937 года, числился в действующем резерве ГУГБ НКВД СССР.
3 августа 1937 года был назначен начальником Управления Лужского ИТЛ и строительства № 200 НКВД СССР в Ленинградской области. С 19 января по ноябрь 1940 года — начальник Управления строительства № 105 НКВД СССР в Мурманской области. 24 февраля 1941 года стал начальником Управления ИТЛ и строительства Мстинских ГЭС НКВД СССР, также возглавил Боровичский ИТЛ НКВД.

### Военные годы
С начала Великой Отечественной войны — начальник строительства оборонительных сооружений и инженерных объектов Западного фронта. Принимал участие в приграничных сражениях, битве под Смоленском и под Москвой. С августа 1941 года по февраль 1942 года — начальник строительства оборонительных сооружений по фронту Резервных армий ГУОБР НКВД СССР, а также начальник Третьего (Западного) Управления ГУОБР НКО СССР.
С 15 октября 1941 года — майор государственной безопасности. В феврале 1942 года стал начальником Управления Волжского ИТЛ НКВД, которым руководил до апреля 1943 года. С февраля по март 1942 года — временно исполняющий должности командующего 4-й сапёрной армии, которая была задействована на строительстве оборонительных сооружений в Чувашской и Татарской АССР, Куйбышевской области на рубеже Чебоксары — Казань — Ульяновск — Сызрань — Хвалынск, а также Казанских и Куйбышевских оборонительных обводов, при этом часть сил 10-я и 11-я сапёрных бригад участвовали в строительстве завода «Шарикоподшипник» и авиационного завода на ст. Безымянна в Куйбышеве. Параллельно занимал должность заместителя начальника и исполняющего обязанности начальника 4-го Управления оборонительных работ при НКО СССР.
Тов. Афанасьев был Начальником Строительного Управления оборонительных сооружений Западного Фронта, несмотря на исключительно сложную обстановку — непосредственно под огнем противника обеспечил выполнение поставленной Правительством задачи, показал свою высокую организационную способность и большевистскую стойкость и твердую волю. Как коммунист — член ВКПБ(б) с 1927 г., является примером для руководимой им массы. Свою беспредельную преданность Великой Партии Ленина-Сталина и своей Родине тов. Афанасьев доказал образцовым выполнением заданий партии, правительства по строительству ряда оборонительных сооружений в различных сложных условиях... Как старый чекист является образцом в деле воспитания молодых работников, заслуженно пользуется авторитетом и исключительным уважением. Неутомимый большевик-организатор.
С 22 февраля 1942 года — начальник Волжского железнодорожного ИТЛ, с 27 ноября 1942 года — начальник Управления Широковского ИТЛ и строительства Вилухинской ГЭС ГУЛЖДС-Особстроя НКВД СССР, расположенного в Молотовской области. В 1943 году стал полковником госбезопасности. С декабря 1944 года — начальник Управления строительства Рижской военно-морской базы Управления строительства военно-морских баз Таллинского и Рижского морских оборонительных районов (Балтвоенморстроя) НКВД-МВД СССР (начальник управления строительства Рижской ВМБ НКВД).

## После войны
В 1949—1952 годах — начальник отдельного строительного участка Главного военно-морского строительного управления Министерства Вооружённых Сил СССР — Военного министерства СССР. В 1952 году был уволен в отставку в запас.
Умер 18 июля 1965 года в Москве. Похоронен на Донском кладбище.

## Воспоминания современников
«Этого человека никто никогда не видел подъезжающим. Он возникал сразу в центре того места, куда спешил, будто бы выскакивая из-под земли. Коренастый, в коротком, жёлтой кожи пиджаке с чёрным воротником, подвижный до стремительности, напоминал он крупный кубарь, запущенный чьей-то сильной рукой, готовый бежать и крутиться без конца. Не спав до того две ночи, он сновал среди немногих работающих на полузаброшенном канале, часто повертывался на каблуках, щурясь, присматривался к местности, где ему предстояло соревноваться с другими отделениями, недовольно скреб шершавую скулу, поднимал камень, взвешивал на руке и даже как бы принюхивался к нему. Бежал дальше, окликал встречного и принимался расстегивать ему гимнастерку:
— Ну-ка, покажи рубашку. В бане давно был? Ага. Как стирают? Хорошо, плохо?

Вопросы не случайные — у Афанасьева система: вымыть заключенного, одеть, накормить и тогда требовать работы».— 

## Награды
- Знак Почётный работник ВЧК-ОГПУ (V)
- Орден Красной Звезды (4 августа 1933)
- Орден Ленина
  - 14 июля 1937
  - 15 сентября 1943
  - 21 февраля 1945
- Орден Трудового Красного Знамени (21 февраля 1942)
- Орден Красного Знамени (3 ноября 1944)
- Орден Отечественной войны 1-й степени (24 июля 1945)